# 가장도
가장도(加長島)는 대한민국 남해안의 섬으로 전라남도 여수시 경호동에 속한다. 면적은 0.0705㎢, 아무도 살지 않는 섬이다. 1960년대에 "모정의 뱃길"의 유명했다.